# اتین ورمیرش
اتین ورمیرش (به بلژیکی: Etienne Vermeersch) (زاده ۲ مه ۱۹۳۴ در سن-میشل (امروزه بخشی از بروخه)) یک فیلسوف (اخلاق) بلژیکی، شک‌گرا، نظرساز و مناظرهگر است. او یکی از پدران بنیان‌گذار قانون اوتانازی و سقط جنین در بلژیک است. او معاون رئیس سابق دانشگاه گنت بوده‌است.
ورمیرش بعد از پنج سال در جامعه عیسی (یسوعیون)، بی‌خدا شد. او مانند بسیاری از همکارانش در ۲۵ سالگی ایمان‌اش را ترک کرد. او سپس یک ماتریالیست فلسفی شد. در دهه ۱۹۹۰ مقاله‌ای عقلانی-علمی از او در رسانه‌های بلژیک تحت عنوان «چرا خدای مسیحیت نمی‌تواند وجود داشته باشد» هیاهویی به پا کرد.
در ژانویه ۲۰۰۸ او توسط صد تن از اهالی برجسته فلاندرز به عنوان تاثیرگذارترین روشنفکر فلاندرز انتخاب شد.